# Chilenische Wachsglocke (Heraldik)

Chilenische Wachsglocke von zwei Kornähren begleitet

Die Chilenische Wachsglocke, auch Chilenische Wachsblume, gehört zu den seltenen Wappenfiguren in der Heraldik und ist nur in den chilenischen Wappen zu finden. In der europäischen Heraldik gehört sie zu der unbekannten Figur und in der deutschen Literatur steht die Beschreibung der Wappenfigur noch aus. Die Kletterpflanze ist so etwas wie eine Nationalblume. Die chilenische Heraldik richtet sich auf Grund der Historie nach der spanischen Heraldik.
Dargestellt wird die rote Blüte mit drei leicht übereinander gelegten Blütenblätter am grünen Kelch und die offene Seite zum Schildfuß zeigend (glockenblumenähnlich). Die Wappenfigur ist leicht stilisiert und kann mit einem beblätterten Rankenstiel im Schild sein. 